# Đặng Châu Anh
Đặng Châu Anh (sinh năm 1972), là một người dẫn chương trình truyền hình, chỉ đạo nghệ thuật, nhạc trưởng, giảng viên âm nhạc người Việt Nam. Cô được phong tặng danh hiệu nghệ sĩ ưu tú vào năm 2019. Đặng Châu Anh là vợ của đạo diễn điện ảnh Đỗ Thanh Hải.

## Thân thế
Đặng Châu Anh sinh năm 1972. Cô tốt nghiệp chuyên ngành Chỉ huy âm nhạc tại Nhạc viện Hà Nội (nay là Học viện Âm nhạc Quốc gia Việt Nam). Từ năm 1997, Châu Anh là giảng viên và là Tổ trưởng bộ môn Chỉ huy tại Học viện Âm nhạc Quốc gia Việt Nam.

## Sự nghiệp
Từ năm 2015, với tư cách là đại diện cho Việt Nam, Châu Anh được Tổ chức Liên minh Văn hóa thế giới tham gia Hội đồng Nghệ thuật Hợp xướng Thế giới. Với vai trò giảng viên ở Học viện Âm nhạc Quốc gia Việt Nam, cô tỏ ra nổ lực trong việc đưa dàn hợp xướng ngày càng tiếp cận công chúng Việt Nam nhiều hơn, trong đó đặc biệt là dựa theo hướng xã hội hóa. cô còn được biết tới là một trong những nghệ sĩ Việt Nam hoạt động tích cực ở đấu trường âm nhạc nghệ thuật quốc tế. Châu Anh từng làm giám khảo các cuộc thi hợp xướng thế giới và tham gia chấm thi tại các nước Đông Nam Á, Châu Á, Châu Âu.
Châu Anh từng có khoảng thời gian dài làm người dẫn chương trình truyền hình cho Đài truyền hình Việt Nam. Trong đó, Châu Anh từng làm ban giám khảo và gắn bó 10 năm với chương trình "Đồ rê mí". Sau khi rời đài truyền hình, cô cho biết bản thân tập trung về chuyên môn của mình tại Học viện Âm nhạc Quốc gia Việt Nam và làm các dự án âm nhạc khác. Châu Anh còn cho biết bản thân cô còn tập trung vào lĩnh vực viết sách và đã cùng với đội ngũ tác giả ở miền Bắc và miền Nam Việt Nam đã được Bộ Giáo dục và Đào tạo cũng như Nhà xuất bản Giáo dục Việt Nam phát hành bộ sách dành cho lứa tuổi tiểu học.
Ngày 29 tháng 8 năm 2019, Đặng Châu Anh được Nhà nước Việt Nam trao tặng danh hiệu nghệ sĩ ưu tú.

## Đời tư
Đặng Châu Anh kết hôn với đạo diễn điện ảnh Đỗ Thanh Hải. Cuộc sống hôn nhân của hai người được báo chí nhận xét là kín tiếng.